# Pierre Houin
Pierre Houin (Toul, 15 aprile 1994) è un canottiere francese, vincitore della medaglia d'oro nel 2 di coppia pesi leggeri a Rio de Janeiro 2016 insieme a Jérémie Azou.

## Palmarès
- Olimpiadi

Rio de Janeiro 2016: oro nel 2 di coppia pesi leggeri.
- Campionati del mondo di canottaggio

Aiguebelette-le-Lac 2015: oro nel 4 di coppia pesi leggeri.
Sarasota 2017: oro nel 2 di coppia pesi leggeri.
- Campionati europei di canottaggio

Poznan 2015: oro nel singolo pesi leggeri.
Račice 2017: oro nel 2 di coppia pesi leggeri.